# 疏勒城之战
疏勒城之战，东汉永平十八年（75年）二月至建初元年（76年）正月，东汉与匈奴战争中，汉西域戊己校尉耿恭坚守疏勒城（今新疆吉木萨尔境），力挫匈奴数万兵众的作战。
永平十八年（75年）二月，北匈奴左鹿蠡王率骑兵二万进攻车师后王（治务涂谷，今新疆吉木萨尔南博格多山中），耿恭派遣其司马率三百人救援，全部战死。匈奴骑兵乘胜击杀车师后王安得，围攻戊校尉驻地金蒲城（今新疆奇台西北）。耿恭命士兵以毒箭射击匈奴兵，匈奴士卒中箭后伤口溃烂，全军惊恐，又时逢暴风雨，耿恭趁勢出击，匈奴死伤甚众，于是解围而去。耿恭推测匈奴定会再来，便选定城傍有涧水流过的疏勒城据以固守。七月，北匈奴再来，断绝水源，围攻疏勒城。耿恭亲率士卒挖井，得泉水涌出，匈奴人以为神助，再次引军退去，十一月，汉明帝驾崩，车师乘机作乱，与北匈奴联兵再攻耿恭。耿恭激励士卒死守。数月后，城中粮尽，致煮铠弩食其筋革。匈奴单于增兵攻打，不能克城。建初元年（76年）正月，酒泉郡太守段彭率兵攻破交河城（今新疆吐鲁番西北交河古城），北匈奴掠走，车师前国降。原耿恭軍吏范羌自请率两千人至疏勒城迎救耿恭等。耿恭余部还剩下26人，至玉门关时仅13人。